# Miliaresion

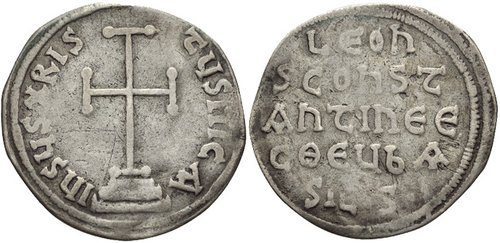
Beispiel der ersten Miliaresia, geprägt von Leo III. zur Krönung seines Sohnes Konstantin V. zum Mitkaiser.

Miliaresion (griechisch μιλιαρήσιον, von lateinisch miliarensis) ist eine Bezeichnung für zwei Arten byzantinischer Silbermünzen. In der gebräuchlichsten Bedeutung bezieht es sich auf die thematisch gestaltete flache Silbermünze, die zwischen dem 8. und 11. Jahrhundert geprägt wurde.

## Geschichte
Ursprünglich wurde der Name einer Reihe von Silbermünzen gegeben, die im 4. Jahrhundert ausgegeben wurden und im Verhältnis 72 pro Pfund geprägt wurden und 1000 Nummi entsprachen. Danach und bis zum 7. Jahrhundert brachten die Byzantiner keine regelmäßig in Umlauf gebrachten Silbermünzen heraus, obwohl eine sehr kleine Anzahl von Gedenkmünzen geprägt wurde. Im 7. Jahrhundert war Miliaresion ein alternativer Name, der möglicherweise einer Variante der kurzlebigen Hexagrammamünze gegeben wurde, die zur Zeit von Herakleios und Konstans II. geprägt wurde. Ab ca.  720 wurde diese Münzvariante, die breiter und dünner als das Hexagramma war, von Leo III. eingeführt.
Die neue Münze, für die unter Numismatikern üblicherweise der Begriff Miliaresion verwendet wird, wurde offenbar im Verhältnis 144 pro Pfund geprägt. Es hatte ein Anfangsgewicht von circa 2,27 Gramm, obwohl dieses Gewicht in der makedonischen Zeit auf 3,03 Gramm erhöht wurde (d. h. 108 Münzen pro Pfund). Das Design der Münzen weist eine bemerkenswerte Ähnlichkeit mit einer Reihe von Silbermünzen auf, die im vorherigen Jahrhundert vom persischen Sassanidenreich geprägt und später vom islamischen Umayyaden-Kalifat kopiert wurden. Es scheint, dass die Byzantiner sich von deren Einfluss inspirieren ließen, das neue Design zu übernehmen, insbesondere angesichts der bilderstürmerischen Politik der Isaurier-Dynastie. Wie der zeitgenössische Silberdirham des Kalifats zeigte das Miliaresion anfangs keine Menschendarstellungen, sondern stattdessen die Namen und Titel eines oder mehrerer einzelner Kaiser auf der Rückseite und ein Stufenkreuz auf der Vorderseite.
Im ersten Jahrhundert seiner Ausgabe scheint das Miliaresion ausschließlich als zeremonielle Münze anlässlich der Ernennung eines Mitkaisers geprägt worden zu sein und zeigt daher stets die Namen zweier byzantinischer Kaiser. Erst ab der Herrschaft von Kaiser Theophilos wurde die Münze regulär ausgegeben und während der gesamten Herrschaft eines Kaisers geprägt. Im 10. Jahrhundert führte Kaiser Alexander eine Büste Jesu Christi auf der Vorderseite ein, und Romanos I. fügte in die Mitte des Kreuzes eine kaiserliche Büste hinzu. Kurz darauf wurde das frühere Kreuz aus der Spätantike in ein neueres, strahlendes Kreuzkreuz umgewandelt, oft mit flankierenden Porträts der regierenden Mitkaiser (wie sie auf den Miliaresia von Romanos I. und Konstantin VII. oder denen von Basileios II. und seinem Bruder Konstantin VIII. zu finden sind). Dieser Wandel setzte sich Mitte des 11. Jahrhunderts fort, als auf der Münze gleichzeitig Bilder eines Kaisers, Christi und der Gottesmutter erschienen. Mitte der 1060er Jahre erreichte die Vielfalt der Bilder ihren Höhepunkt in mehreren Beispielen, die eine regierende Kaiserin neben ihrem Kaiser zeigten. Diese Entwicklung scheint unter Konstantin X. und Eudokia Makrembolitissa begonnen zu haben, da Letztere großen Einfluss auf den Hof hatte.
Allerdings begann man Mitte des 11. Jahrhunderts aufgrund der von Romanos III. Doukas eingeleiteten Entwertung der Währung auch 2⁄3 und 1⁄3 Bruchteile des Miliaresion zu prägen. Der militärische und finanzielle Zusammenbruch, der sich vor allem unter der Doukas-Dynastie in den 1060er und 1070er Jahren ereignete, beeinträchtigte die Qualität der Münze erheblich. In den 1080er Jahren verlor die Münze an Bedeutung und aus der Herrschaft von Alexios I. Komnenos sind nur noch wenige seltene Exemplare vorhanden. Sie wurde nach 1092 (aufgrund der Währungsreform von Alexios I.) nicht mehr ausgegeben, blieb aber als Rechnungsgeld bestehen und entsprach 1⁄12 eines Nomisma. Nach der Reform wurde sie durch eine minderwertige Billon-Trachy-Bechermünze ersetzt, die anfangs ein Viertel eines Miliaresion wert war, aber im Laufe des folgenden Jahrhunderts erheblich an Wert verlor, besonders nach dem Zusammenbruch der Komnenen-Dynastie infolge des Todes von Manuel I. Komnenos im Jahr 1180. Das Miliaresion scheint im 13. Jahrhundert weitgehend in Vergessenheit geraten zu sein, besonders nach der Plünderung von Konstantinopel im Jahr 1204. Es wurde jedoch in gewisser Weise in Form des Basilikons wiederbelebt, einer flachen Silbermünze, die im Kaiserreich der Palaiologen-Ära ab etwa 1300 ausgegeben wurde.
Nach dem Untergang des Byzantinischen Reiches in der zweiten Hälfte des 15. Jahrhunderts blieb der Name Miliaresion als Relikt in den westeuropäischen Sprachen erhalten, wo der Begriff Milliarès für verschiedene Arten muslimischer Silbermünzen verwendet wurde.